# Christian Pedersen (Radsportler)
Christian Pedersen (* 17. September 1920 in Horsens, Dänemark; † 24. November 1999 in Lyngby) war ein dänischer Radsportler. Er gewann zwischen 1943 und 1953 sechsmal die dänische Amateurmeisterschaft der Straßenfahrer. 

## Sportliche Laufbahn
Pedersen war in den 1940er und 1950er Jahren als Amateursportler aktiv. Seine erste nationale Meisterschaft im Straßen-Einzelrennen gewann er 1943. Bedingt durch den Zweiten Weltkrieg konnte Pedersen bis Mitte der 1940er Jahre nur Rennen in Dänemark bestreiten. Dabei errang er zahlreiche Siege. 1948 gehörte er zum dänischen Aufgebot für die Olympischen Spiele in London, wo er im Einzelrennen eingesetzt wurde. Im Einzel-Straßenrennen wurde er 27., in der Mannschaftswertung kam sein Team nicht in die Wertung. Ab 1949 beteiligte sich Pedersen an den Nordischen Meisterschaften, bei denen er sich mit der dänischen Vierermannschaft auch an den Bahnrennen beteiligte. Während er auf der Bahn zwischen 1949 und 1955 dreimal nordischer Meister wurde, erreichte er als Straßenfahrer 1949 den dritten und 1955 einen zweiten Platz. 1953 nahm Pedersen an zwei internationalen Etappenrennen teil. Bei der Dreiländer-Rundfahrt Internationale Friedensfahrt gewann er die Einzelwertung, bei der Schweden-Rundfahrt wurde er Dritter. Nach 1955 beendete Pedersen, der in  Lyngby ansässig war, seine Laufbahn als Radrennfahrer.